# Zebrasoma flavescens
Zebrasoma flavescens е вид бодлоперка от семейство Acanthuridae. Видът не е застрашен от изчезване.

## Разпространение и местообитание
Разпространен е в Гуам, Малки далечни острови на САЩ (Атол Джонстън, Мидуей и Уейк), Маршалови острови, Микронезия, Палау, Провинции в КНР, Северни Мариански острови, Тайван, Филипини и Япония.
Обитава крайбрежията на океани, морета, лагуни, рифове и канали в райони с тропически и субтропичен климат. Среща се на дълбочина от 0,7 до 113 m, при температура на водата от 19,3 до 28,5 °C и соленост 34,4 – 35,3 ‰.

## Описание
На дължина достигат до 20 cm.
Популацията на вида е стабилна.